# عارفه سادات سیدکاظمی
عارفه سادات سیدکاظمی (زادهٔ ۷ اسفند ۱۳۷۶) بازیکن تیم ملی فوتبال زنان ایران است که در باشگاه فوتبال زنان شهرداری سیرجان در لیگ کوثر حضور دارد.

## زندگی
«من با تشویق پدرم که خود ورزشکار بودند، از ۱۰ سالگی فوتبال را انتخاب و ابتدا از زمین‌های خاکی شروع کردم، روزانه ۳ الی ۴ ساعت تمرین کردم تا اینکه با تمرینات مداوم پس ازچندسال در سن ۱۴ سالگی موفق شدم به تیم مس رفسنجان راه یابم و اولین قرارداد حرفه ای ام را با این تیم ببندم و درلیگ فوتبال ساحلی شروع به فعالیت کنم .»

—
سیدکاظمی زاده ۷ اسفند ۱۳۷۶ در گلباف است.

## حرفه
ملی
او از بازیکنان تیم ملی زنان ایران و کاپیتان تیم ملی است. وی در سن ۱۴ سالگی به عنوان پدیده فوتبال ساحلی کشور شناخته شد.

### باشگاهی
وی در حال حاضر با پیراهن شماره ۱۲ در پست دروازه‌بان در باشگاه فوتبال زنان شهرداری سیرجان حضور دارد.